# Armée de l'air
Armée de l'air et de l'espace er det franske luftvåben. I 2012 var der 49.500 militærpersoner og 6500 civile ansat.

## Fly
| Fly                                  | Land                | Type                                                            | Versioner                                                                      | I service     | Taget i brug     | Note                             |
| ------------------------------------ | ------------------- | --------------------------------------------------------------- | ------------------------------------------------------------------------------ | ------------- | ---------------- | -------------------------------- |
| Aérospatiale SA 330 Puma             | Frankrig            | SARTransporthelikopter                                          | SA 330                                                                         | 29            | 1974             |                                  |
| Airbus A310                          | EU                  | Strategisk transport                                            | A310-304                                                                       | 3             | 1994             |                                  |
| Airbus A319                          | EU                  | VIP-transport                                                   | A319-115 CJ                                                                    | 2             | 2002             |                                  |
| Airbus A330                          | EU                  | VIP-transport                                                   | A330-223                                                                       | 1             | 2009             | I ordre                          |
| Airbus A340                          | EU                  | Strategisk transport                                            | A340-211                                                                       | 2             | 2006             |                                  |
| Boeing KC-135 Stratotanker           | USA                 | Tankfly                                                         | C-135FR                                                                        | 14            | 1985             |                                  |
| Boeing E-3 Sentry                    | USA                 | AWACS                                                           | E-3F                                                                           | 4             | 1991             |                                  |
| CASA CN-235                          | Spanien             | Taktisk transport                                               | CN-235-200 CN-235-200M                                                         | 8 11          | 1991             | 6 til 10 vil snart blive bestilt |
| Dassault Falcon 50                   | Frankrig            | VIP-transport                                                   | Mystère 50                                                                     | 4             | 1979             |                                  |
| Dassault Falcon 900                  | Frankrig            | VIP-transport                                                   | Falcon 900                                                                     | 2             | 1987             |                                  |
| Dassault Falcon 7X                   | Frankrig            | VIP-transport                                                   | Falcon 7X                                                                      | 1             | 2009             | 1 i ordre                        |
| Dassault Mirage 2000                 | Frankrig            | MultirolleTræningJagerbomberKernevåbenJagerflyLevetidsforlænget | Total Mirage 2000Mirage 2000BMirage 2000DMirage 2000NMirage 2000CMirage 2000-5 | 2662790506237 | 1983199319881999 |                                  |
| Dassault Mirage F1                   | Frankrig            | JagerbomberJagerfly/træningsflyRekognosceringsfly Jagerfly      | Total Mirage F1Mirage F1BMirage F1CRMirage F1CT                                | 109144055     | 198019831990     |                                  |
| Dassault Rafale                      | Frankrig            | MultirolleJagerfly                                              | Rafale BRafale C                                                               | 55 27         | 2006             | Total 82 i ordre.                |
| Dassault-Breguet/Dornier Alpha Jet   | Frankrig · Tyskland | Træningsfly                                                     | Alpha Jet E                                                                    | 99            | 1979             |                                  |
| de Havilland Canada DHC-6 Twin Otter | Canada              | Transport                                                       | DHC-6                                                                          | 6             | 1978             |                                  |
| Embraer EMB 121 Xingu                | Brasilien           | Træning                                                         | EMB 121                                                                        | 35            | 1982             |                                  |
| Embraer EMB 312 Tucano               | Brasilien           | Træning                                                         | EMB 312                                                                        | 47            | 1993             | Sat til salg                     |
| Eurocopter AS 532 Cougar             | Frankrig            | Transport                                                       | Total Cougar AS 332CAS 332LAS 532EC 725                                        | 14+5326 + 5   | 1980             |                                  |
| Eurocopter AS 355 Ecureuil           | Frankrig            |                                                                 | AS 355                                                                         | 5             | 1984             |                                  |
| Eurocopter AS 555 Fennec             | Frankrig            |                                                                 | AS 555AN                                                                       | 43            | 1986             |                                  |
| Grob G-120                           | Tyskland            | Elementærtræning                                                | G120A-F                                                                        | 18            | 2007             | "                                |
| Jodel D-140                          | Frankrig            | Elementærtræning                                                |                                                                                |               | 1966             |                                  |
| Lockheed C-130 Hercules              | USA                 | Taktisk transport                                               | C-130HC-130H-30                                                                | 59            | 19871988         |                                  |
| Socata TB                            | Frankrig            | Elementærtræning                                                | TB 30 Epsilon                                                                  | 90            | 1985             |                                  |
| Socata TBM                           | Frankrig            | Let transport                                                   | TBM 700                                                                        | 17            | 1992             |                                  |
| Transall C-160                       | Frankrig · Tyskland | TestflyELINTTaktisk transport                                   | C-160FC-160G GabrielC-160NG                                                    | 1255          | 196719891982     |                                  |
| Walter Extra 300                     | Tyskland            | Luftakrobatisk træning                                          | Extra 300SC                                                                    | 2             | 2008             |                                  |

## Pierre-sur-Haute militære radiostation
I 1974 overtog det franske luftvåben kontrollen med Pierre-sur-Haute militære radiostation, der anvendes af Frankrigs væbnede styrker til kommunikation. Den franske atomslagstyrke (Force de Frappe) kan aktiveres gennem dette relæ.